# Neotrichocolea bissetii
Neotrichocolea bissetii är en bladmossart som först beskrevs av William Mitten, och fick sitt nu gällande namn av Sinske Hattori. Neotrichocolea bissetii ingår i släktet Neotrichocolea och familjen Neotrichocoleaceae. Inga underarter finns listade i Catalogue of Life.